# Epidendrum lowilliamsii
Epidendrum lowilliamsii är en orkidéart som beskrevs av García-cruz. Epidendrum lowilliamsii ingår i släktet Epidendrum och familjen orkidéer. Inga underarter finns listade i Catalogue of Life.